# Mario Simioni
Mario Simioni (født 1. april 1963 i Toronto, Canada) er en italiensk-canadisk professionel ishockeytræner og tidligere professionel ishockeyspiller. Som spiller spillede han bl.a. fem sæsoner i Superisligaen, herunder fire sæsoner for Vojens IK og en for Odense Bulldogs.
Som træner har han primært arbejdet for klubber i Superisligaen, hvor han først coachede Odense Bulldogs til to gange DM-sølv og en -bronze i 1999-2004 og senere SønderjyskE Ishockey til fire danmarksmesterskaber og tre pokaltitler i perioden 2004-13. I sæsonen 2015-16 vandt han DM-sølv med Herning Blue Fox, og fra 2016 til 2018 var han cheftræner for Frederikshavn White Hawks, som han førte til DM-bronze i sin første sæson.

## Spillerkarriere
Mario Simioni blev drafted af Calgary Flames i NHL-draften i 1981 (5. runde, nr. 99) men opnåede aldrig at spille i National Hockey League. Han kom imidlertid på isen for Colorado Flames, der var Calgarys CHL-hold, i sæsonerne 1982-83 og 1983-84. I 1984-85 spillede han skiftevis for Salt Lake Golden Eagles i IHL og Moncton Hawks fra AHL, inden han valgte at fortsætte sin professionelle karriere i Europa. Simioni skrev kontrakt med Asiago fra den italienske Serie A og dominerede ligaens topscorerliste i sit syv-årige ophold i klubben. Hans italienske rødder kvalificerede canadieren til at spille på det italienske landshold, som han repræsenterede ved tre verdensmesterskaber (to i B-gruppen og ét A-VM).
Fra 1994 til 1998 spillede Simioni for Vojens IK, og hans målnæse kom også til sin ret i Eliteserien, hvor han ligeledes holdt til i den pæne ende af topscorerlisten. Den følgende sæson tilbragte han i den britiske superliga for Cardiff Devils, inden han afsluttede sin karriere som spiller hos Odense Bulldogs i sæsonen 1999-2000 som spillende træner.

## Trænerkarriere
Efter en sæson som spillende træner i sæsonen 1999-2000 nøjedes Simioni de følgende sæsoner med rollen som træner. I hans fem år hos Odense Bulldogs, coachede han holdet til DM-sølv i 2002 og 2003 samt en pokaltitel i 2003.
I april 2004 blev Simioni udpeget som cheftræner for Krefeld Pinguine fra den tyske liga, man han blev fyret allerede i oktober 2004 efter at holdet kun havde vundet tre af dets første ti kampe i sæsonen. Han vendte derfor tilbage til Danmark, hvor han i december 2005 overtog cheftrænerposten i SønderjyskE Ishockey, hvilket blev indledningen på en gylden æra for sønderjyderne. Under Simionis ledelse vandt klubben, som han selv havde spillet for sidst i 1990'erne (under navnet Vojens IK), fire danske mesterskaber (2006, 2009, 2010 og 2013), fire gange DM-bronze (2007, 2008, 2011, 2012), tre danske pokaltitler (2010, 2011, 2013) og bronzemedaljer ved IIHF Continental Cup 2010-11. Han forlod SønderjyskE efter sæsonen 2012-13.
I august 2014 blev Simioni ansat som cheftræner i HC Bozen fra EBEL, hvor han imidlertid blev fyret i februar 2015. I april 2015 blev han udnævnt til cheftræner for Herning Blue Fox og førte holdet til slutspilsfinalen i sæsonen 2015-16, hvor det måtte strække våben mod Esbjerg Energy. Simioni forlod Herning efter blot et år for at blive en del af trænerstaben i Hamburg Freezers fra Deutsche Eishockey Liga (DEL) i Tyskland som assistent for Serge Aubin. Hamburg-holdet lukkede imidlertid i maj 2016 og et par dage efter lukningen blev offentliggjort, blev Simioni udnævnt som cheftræner for Frederikshavn White Hawks i Metal Ligaen.
Han førte Frederikshavn White Hawks til DM-bronze i sin første sæson, mens den anden sæson endte med et ydmygende nederlag i kvartfinalen med 0-4 i kampe til lokalrivalerne Aalborg Pirates, hvilket fik parterne til at opsige samarbejdet.